# Пираты Карибского моря: Цена свободы
«Пираты Карибского моря: Цена свободы» (англ. Pirates of the Caribbean: The Price of Freedom) — приключенческий роман американской писательницы Энн Криспин. Книга описывает жизнь Джека Воробья за 13 лет до фильма Пираты Карибского моря: Сундук мертвеца, действия книги «Пираты Карибского моря: Приключения Джека Воробья», но перед событиями книги «Пираты Карибского моря: Легенды Пиратского братства».

## Сюжет
Двадцатипятилетний Джек Воробей является порядочным моряком торгового флота в качестве первого помощника капитана Ост-Индской торговой компании. В свободное время он иногда вспоминает свою пиратскую юность, до момента нарушения им Пиратского кодекса, когда он освободил друга, которого обвинили в предательстве пиратства, из-за чего теперь Джек больше не может появляться в Бухте кораблекрушений, так как испытывает постоянную угрозу петли со стороны Пиратов.
Жизнь Джека изменилась, когда на его корабль нападают пираты. В ходе стычке погибает капитан корабля, после чего Джека назначается командиром корабля. Благодаря ему переговоры с капитаном пиратов приводят к благоприятному исходу, так как капитаном оказывается его старая знакомая Эсмеральда.
После прибытия в порт в Африке Джека вызывает Катлер Беккет, который назначает его капитаном корабля под названием "Распутная Девка". Беккет дает Джеку задание. Он слышал легенду о волшебном острове Керма и о великом городе Зерзура где находятся сокровища легендарной страны. Беккет подозревает, что одна из его рабынь, девушка по имени Айша, родом из Зерзуры. Он просит Джека взять её с собой в путешествие и соблазнить, чтобы она ему рассказала о местонахождении острова. В качестве оплаты за свои услуги Беккет обещает Джеку долю сокровищ.
Но эта задача не так проста. Прежде чем Айша согласится раскрыть местонахождение своего дома, она просит чтобы Джек отвёз её в Новый Свет, чтобы спасти её брата из рабства на Багамах. Их путешествие долгое и трудное, и по мере того, как они выдерживают жестокий шторм и внезапное нападение старого врага-пирата, Джек начинает уважать храбрость Айиши и восхищаться ею. Он знает, что Беккет намеревается поработить её народ после того, как отнимет у её народа сокровища. Моральный компас Джека восстает против Беккета. Но у Катлера повсюду глаза, и если он узнает, что Джек сорвал его планы, то он может отнять то, что Джек Воробей любит больше всего: это его корабль и свободу.

## Персонажи
- Джек Воробей — работник Ост-Индской торговой компании, капитан «Распутной Девки».
- Катлер Бекетт — глава Ост-Индской компании.
- Аменирдис/Айша — последняя принцесса острова Керма.
- Робби Грин — друг Джека, старпом «Распутной Девки».
- Эсмеральда — пиратская баронесса Карибского моря, любовь Джека.
- Капитан Тиг — отец Джека, пиратский барон Мадагаскара и Хранитель Кодекса.
- Ян Мерсер — агент Ост-Индской компании, «правая рука» лорда Беккета.
- Боря Палачник — пиратский барон Каспийского моря.
- Кристофер-Жульен де Рапиер — пират, бывший друг Джека.
- Дейви Джонс — морской дьявол.
- Дон Рафаэль — дед Эсмеральды, пиратский барон Карибского моря.
- Гектор Барбосса — капитан пиратов в Карибском море.
- Пинтел и Раджетти — члены команды Барбоссы.
- Эдуардо Виллануэва — пиратский барон Адриатического моря.
- Госпожа Чин — пиратская баронесса Тихого океана.

## Корабли
- «Распутная Девка» — торговый корабль Ост-Индской компании.
- Попутный Ветер — торговый корабль Ост-Индской компании.
- Венганза — пиратский фрегат дона Рафаэля и Эсмеральды.
- Ля Випере — корабль Кристофера де Рапиера.
- Колдунья — пиратский шлюп Бори Палачника.
- Трубадур — корабль капитана Тига.
- Страж — корабль Ост-Индской компании, флагман Беккета.